# Rue des Alexiens
La rue des Alexiens (en néerlandais : Cellebroersstraat) est une artère de Bruxelles-ville qui va de la rue du Poinçon à la rue Haute. 

## Histoire

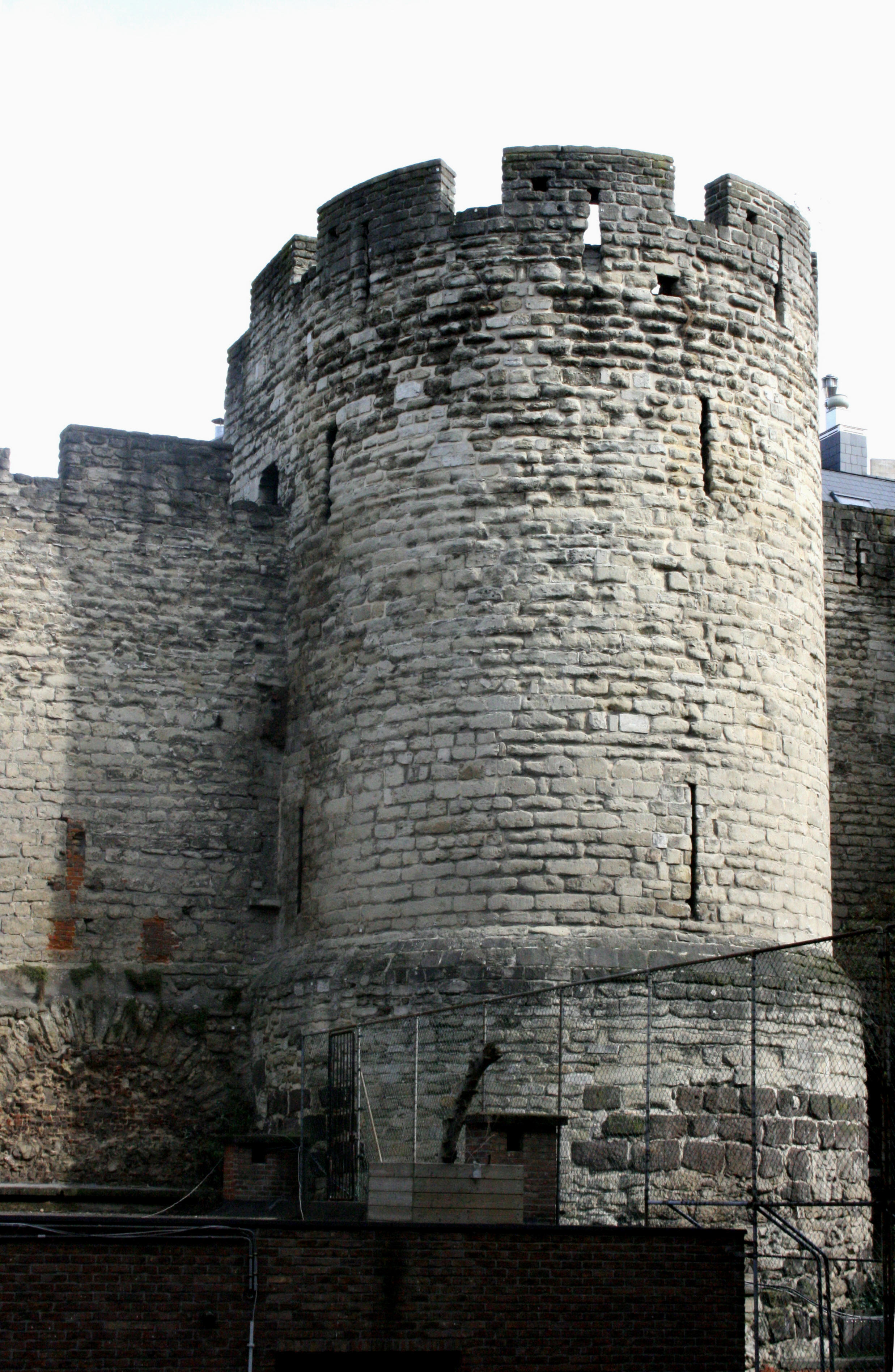
Vestiges de la première enceinte, au 16 rue des Alexiens.

Cette rue à la pente très forte fut tracée au XIVe siècle le long du « Droogeheergracht », un fossé sec de la première enceinte de Bruxelles qui descendait à cet endroit vers la Senne. Elle doit son nom aux Frères Alexiens qui s'établirent en 1368 sur un terrain situé à l'emplacement qu'occuperont plus tard les Hospices réunis, construits en 1829 par l'architecte Henri Partoes. 
En 1388, le fossé fut cédé au Grand Serment des Arbalétriers, qui en fit son jardin et son terrain d'exercice.

## Curiosités
Au n° 16, la courtine de la première enceinte (extra-muros) est visible dans la cour de la Sint-Jorisbasisschool, la partie intra-muros étant visible rue de Villers.
Au n° 49 se trouve une des façades du parcours BD de Bruxelles, consacrée au Jeune Albert, héros du dessinateur Yves Chaland.
Au n° 55 se trouve La Fleur en Papier Doré, un des cafés ouverts par le poète surréaliste Gérard Van Bruaene. Les salles de cet estaminet, décorées de photos anciennes et de citations littéraires, notamment de Lautréamont, offrent une atmosphère surannée. La décoration est de Van Bruaene lui-même.
Au n° 67 se situe La Porte Noire, anciennes cuisines du couvent des Alexiens, devenu un bar spécialisé en bières, situé sous les combles, et révélant une partie de la dalle pavée d'époque, restée intacte.  